# Buesaco
Buesaco est une municipalité située dans le département de Nariño en Colombie.